# فلیکس مندلسون
یاکوب لودویگ فِلیکس مِندِلسون بارتولدی (به آلمانی: Jakob Ludwig Felix Mendelssohn Bartholdy;) (۳ فوریه ۱۸۰۹ – ۴ نوامبر ۱۸۴۷) آهنگ‌ساز، نوازنده پیانو، نوازنده ارگ، و رهبر ارکستر یهودی‌تبار اهل آلمان در اوایل دوره رمانتیک بود. از معروف‌ترین آثار او می‌توان به کنسرتو برای ویولن و ارکستر اشاره داشت. کاوندگان از این اثرِ مندلسون به عنوان دومین کنسرتوی ویولن از سه کنسرتوی برتر جهان یاد کرده‌اند. علاوه بر بتهوون، او نیز پلی بین موسیقی کلاسیک و رمانتیک بود. 

## زندگی و حرفه

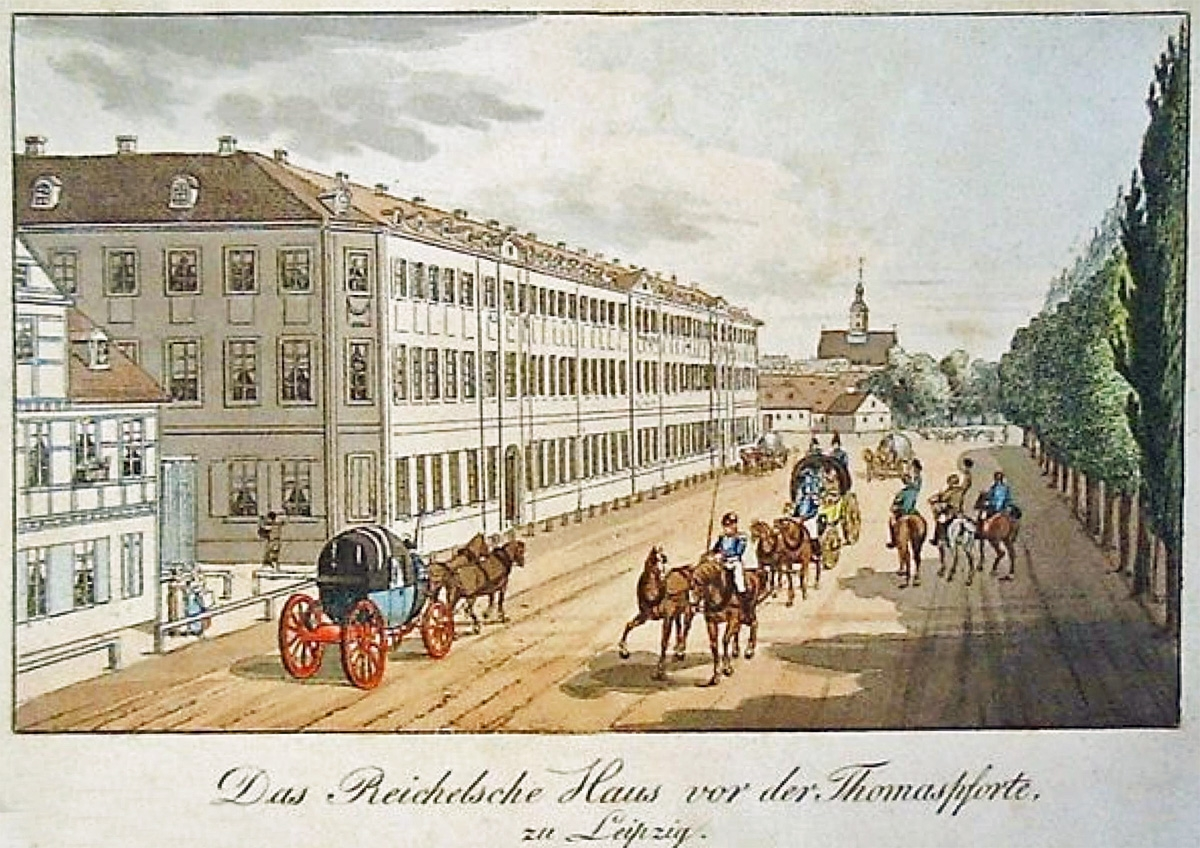
فلیکس مندلسون

مندلسون در یک خانواده یهودی-پروتستان در شهر هامبورگ آلمان به دنیا آمد. او از جمله آهنگ‌سازان متمولی بود که فارغ از گرفتاری‌های مادی، زندگی پرنشاطی را گذراند.
پدربزرگش یک فیلسوف یهودی و پدرش یک بانک‌دار ثروتمند بود که مذهب یهود را رها کرد و پروتستان شد و نام خانوادگی «بارتولدی» را برای خود برگزید.
خانواده او علاقه زیادی به هنر و ادبیات داشتند، و مندلسون از همان اوان کودکی به یادگیری پیانو و ویولن پرداخت تا احتمالاً در ۹سالگی برای نخستین بار کنسرت داد. او از ۱۸۱۷ در برلین نزد کارل فریدریش تسلتر آموزش هارمونی و آهنگ‌سازی گرفت.
مندلسون نخستین کسی بود که با اجرای پاسیون سن متیو در ۱۱ مارس ۱۸۲۹ عظمت باخ را به جهانیان شناساند و نام او را زنده کرد.
همان‌طور که خود می‌پنداشت، مانند موتسارت نابغه بود و هنگامی که بیش از ۱۷ سال از عمرش نگذشته بود یکی از شاهکارهای ادبیات موسیقی، اوورتور «رؤیای شب نیمه تابستان» را روی نمایش‌نامه شکسپیر نوشت. «مارش عروسی» معروف مندلسون نیز بخشی از همین اثر است.
موسی مندلسون پدربزرگ اوست. 

## آثار برجسته
- اوورتور رؤیای شب نیمه تابستان
- اوورتور غار فینگال یا اوورتور هبریدها
- کنسرتوی ویولن در می مینور
- اوورتور دریای آرام و سفر موفق، بر پایه دو شعر از یوهان ولفگانگ فون گوته
- قطعات پیانویی آوازهای بی‌کلام

## سبک مندلسون
مندلسون را می‌توان به وضوح دنباله‌روی یوهان سباستیان باخ و ولفگانگ آمادئوس موتسارت دانست؛ زیرا در انتخاب فرم‌های آثارش از مکتب کلاسیک سرپیچی نکرد و آن‌ها را با تغییرات جزئی به کمال مطلوب خود رساند. او عوامل دیگری همچون هارمونی و ضرب‌آهنگ را نیز در چارچوب کلاسیک‌ها ولی با رنگ‌آمیزی و زبانی رمانتیک به کار برده است، و به همین دلیل است که مندلسون بیشتر جزو آهنگ‌سازان محافظه‌کار به شمار می‌رود. او تنها از دو نظر به رمانتیک‌ها نزدیک می‌شود: نخست، به خاطر نوشتن قطعات توصیفی یک موومانی که بنایی برای پوئم سمفونی‌های لیست گردیده؛ و دوم، به خاطر تصنیف قطعات لیریک و شاعرانه پیانویی، مانند آوازهای بی‌کلام، که یکی از شناسه‌های مهم موسیقی رمانتیک به شمار می‌آید.